# クラシック・モーター・キャリッジ

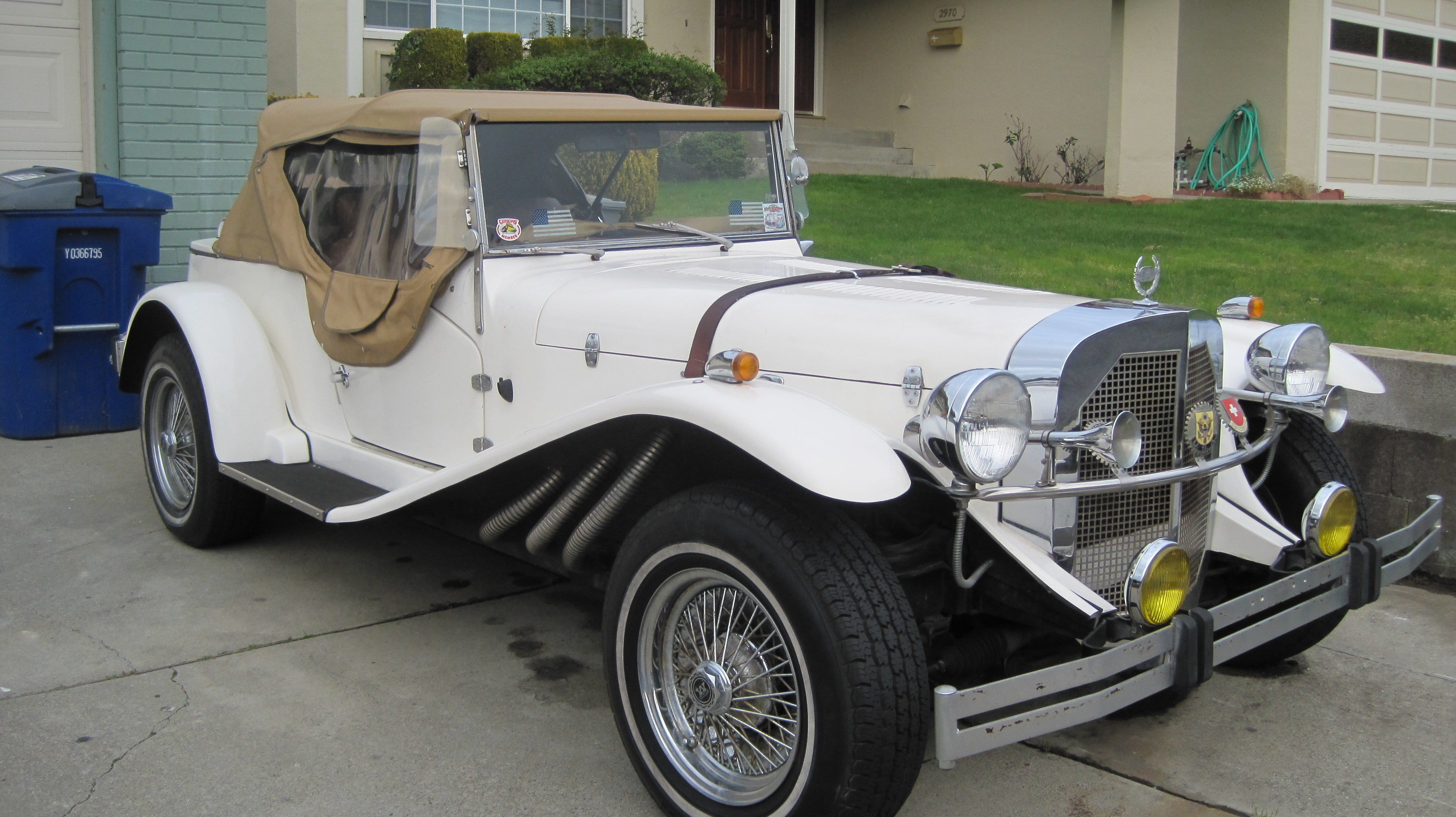
CMC Gazelle

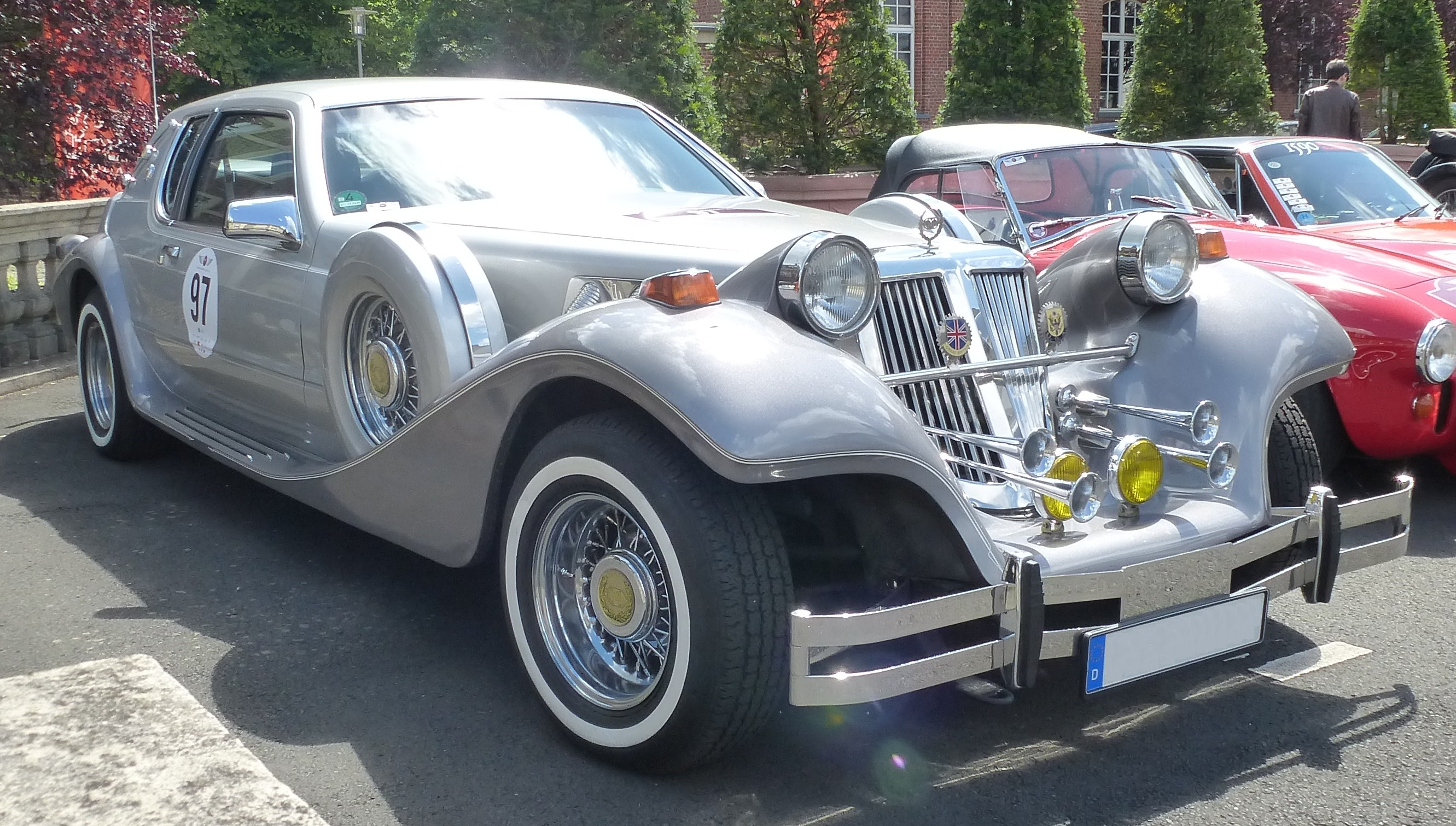
CMC Tiffany

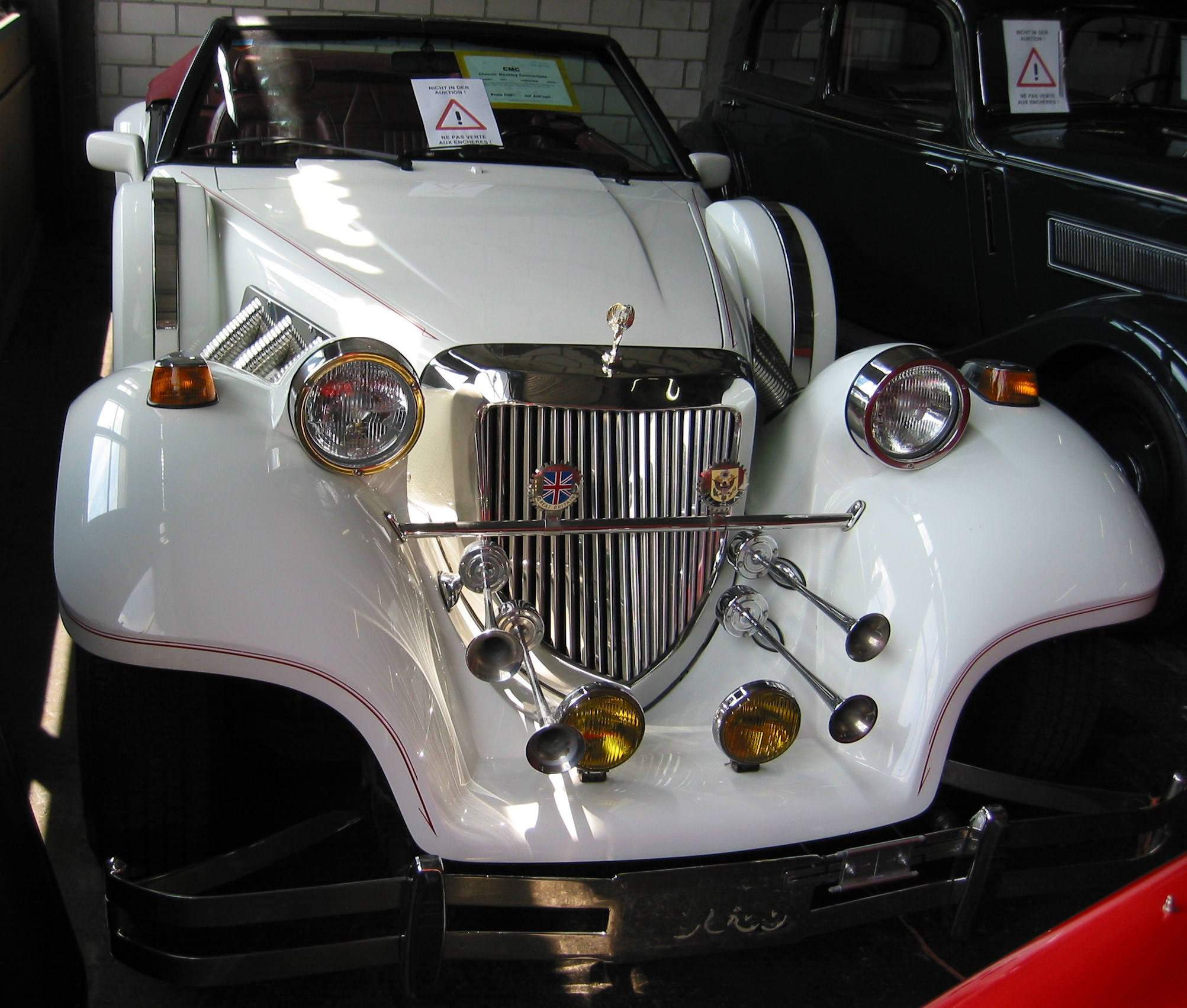
CMC Destiny

クラシック・モーター・キャリッジ（英：Classic Motor Carriages）は、アメリカ合衆国の自動車メーカーである。

## 会社の歴史
同社は1973年にフロリダ州マイアミで設立された。一説によれば、同社は1978年までティファニーモーターカーと呼ばれていたと考えられているフロリダ州のオパロッカにあった本部はチャーリー・マッシング（Charlie Massing）によって管理され、13人の従業員が所属していた。Webサイトでは創立日を、組立車やキットカーの生産が始まった1978年3月29日であるとして言及している。ブランド名はクラシック・モーター・キャリッジや省略形であるCMC、あるいは単にクラシックと呼称された。1977年からロイヤル・マニュファクチュアリングとして運営された頃からあるという説もあるが、他の情報源では確認されていないCITEREFLinz2008。2つの情報源によると、ジョージ・レビンが1978年に会社を引き継ぎ、事業を拡大したと述べられている。業界で最大の1つであり、多くの異なるモデルが提供されていた。1980年代にこのブランドは、別会社であるファイバーファブに引き継がれた。フロリダ州の裁判所の判決によると、生産は1996年に終了したとし、会社は顧客をだましたと言われている。
解散後、会社はストリートビーストと改称し、現在ではティファニーカーとして運営されている。
情報源によっては、イノベーティブストリートマシン、クラシックオートレプリカ、C.A.R.S. 、オートレゾリューション、チャンピオンオートワークス、GGLという代替名で表記されている。ジョージ・レビンが立ち上げたオートレゾリューションは2社存在し、フォートローダーデールのAuto Resoltion Inc. 、マイアミのAuto Resoltion Ltd. で、どちらも1996年4月15日に創立された。また、1998年9月17日にフォートローダーデールでイノベーティブストリートマシンという企業が設立されたが、こちらとは関係ない。いずれもすでに存在しない企業である。

## 車両
改造車は古典的な見た目に置き換えられた。ロールモデルには、1933年からAC・コブラ、ブガッティ、フォード・ビクトリア、1934年式フォード、MG TD、ポルシェ・356スピードスターが含まれていた。 スピードスターの場合、ベース車となったVWビートルのシャシーは210 cmに短縮された。
1930年代スタイルを模倣したオリジナルモデルは、ガゼル、ロワイヤル、ティファニーがあった。 ガゼルは、言及された当時のメルセデス・ベンツに似ており、VWビートルまたはフォード・ピントのシャシーをベースとした。 デスティニーも同様である。これらのモデルで印象的なのは、下向きに狭くなる傾斜したフロントグリル、フロントバンパーとボンネットの間の両側にマウントされたスペアタイヤ、ボディから分かれた丸目ヘッドライトが挙げられる。